# Floridaöarna

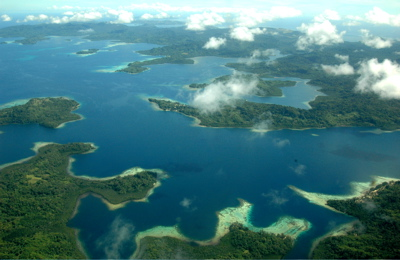
Ögruppen från luften.

Floridaöarna eller Nggela är en ögrupp i västra Salomonöarna. Kedjan består av huvudön, Nggela Sule, samt ett antal mindre öar, bland annat Tulagi, Gavutu och Tanambogo.